# 乐元站
乐元站（朝鲜语：／ Ragwŏn yŏk */?）是朝鮮民主主義人民共和國平安北道新义州市的一個鐵路車站，属于平义线。

## 邻近车站
平义线
龙川站 - 乐元站 - 南新义州站